# Walther PP
Walther PP, Walther PPK — німецькі самозарядні пістолети, розроблені фірмою «Вальтер» (нім. Walther). Модель PP (нім. Polizeipistole — поліцейський пістолет) випущена в 1929 р. В 1931 з'явилася вкорочена і полегшена модель PPK (нім. Polizeipistole Kriminal — пістолет кримінальної поліції).
Walther РР був одним з перших масових пістолетів з УСМ подвійної дії і послужив прообразом для багатьох пістолетів. Обидва пістолети широко застосовувалися поліцією і армією Третього рейху. Після війни ці пістолети деякий час не випускалися, однак на початку 1950-х рр. їх почали виготовляти в ФРН. Але незабаром ліцензія на виробництво цієї зброї була передана Франції (фірмі Manurhin). Клони та копії PP випускалися також в Угорщині, Туреччині та інших країнах. Для американського ринку в 60-х — 70-х рр.. випускався варіант PPK/S, що поєднував рамку PP зі стволом і затвором PPK.

## Система

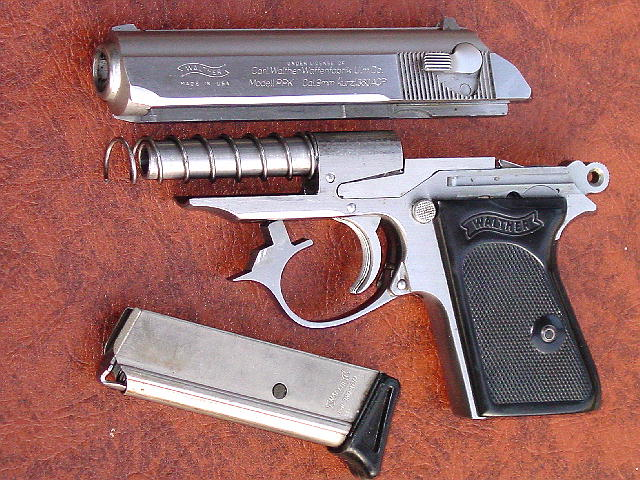
Вальтер ППК калібру 9 мм — неповне розбирання

Walther РР (РРК) — самозарядний пістолет, автоматика діє за принципом вільного затвора. Ударно-спусковий механізм курковий, подвійної дії. Запобіжник знаходиться з лівого боку на кожусі-затворі і відрізняється тим, що для перемикання в режим «вогонь» його треба перевести у верхнє положення. При включенні запобіжника курок автоматично знімається з бойового взводу. Передбачено індикатор наявності патрона в патроннику у вигляді штифта, який виступає з заднього боку затвора над голівкою курка. Магазин однорядний, засувка магазина на більшості пістолетів знаходиться з лівого боку на рамці, позаду спускового гачка, і має вигляд кнопки. Проте були й інші варіанти — з засувкою магазина, розташованою в підставі рукоятки. За весь час випуску пістолети РР і РРК випускалися в чотирьох різних калібрах. Найвідомішим з них був 7,65 × 17 мм., другий за популярністю 9 × 17 мм., потім .22 LR (5,6 мм кільцевого запалення). Найрідкіснішим варіантом є пістолет калібру 6,35 × 16 мм, що їх було вироблено менше 1000 штук. Сумарна кількість цих пістолетів перевищила мільйон штук.

## Цікаві факти
- Майже всі радянські конструктори-зброярі — учасники конкурсу 1947—1948 р. на новий пістолет для командного складу Радянської Армії — представили зразки, більш-менш схожі на Walther PP. Задана конкурсом схема роботи автоматики (вільний затвор) сприяла використанню подібних конструкторських рішень. Німецький пістолет також випробовувався за конкурсною програмою — для порівняння.[1] Пістолет ПМ, який переміг у конкурсі, має деякі відмінності від «Вальтера», але зберіг його загальну компоновку та  конструкторські рішення (відкидна спускова скоба як обмежувач ходу затвора)[2].
- Walther PPK калібру 7,65 мм є основною зброєю агента 007 Джеймса Бонда, причому пістолету приписуються фантастичні бойові властивості. У фільмі «Завтра не помре ніколи» модель PPK замінюють на Walther P99, однак у фільмі «Квант милосердя» йому знову повертають Walther PPK.
- У серії пародійних фільмів про супер-агента Остіна Пауерса хромований Walther PPK виступає як головна зброя агента.
- Фірма Umarex [Архівовано 17 липня 2010 у Wayback Machine.] випускає газову модифікацію (розсікач в стволі) пістолета Walther PP, а також пневматичну газобалонну модель пістолета Walther PPK/S. Основна відмінність від інших пневматичних пістолетів — імітація автоматичного руху затвора для перезаряджання і зведення курка після пострілу.
- У серіалі «Секретні матеріали» агент Дейна Скаллі використовує Walther PPK/S.

## Країни-оператори
- Бангладеш
- Буркіна Фасо: варіант PP
- ЦАР: варіант PP
- Чад: варіант PP
- Чилі
- Конго: варіант PP
- Данія: варіант PPK. В поліції калібру 7, 65 мм
- НДР: після війни виготовлялась копія
- Франція: після війни фірма Manurhin виготовляла всі варіанти Walther PP до 1986 року.
- Гаяна: варіант PPK
- Угорщина: під назвою PA-63 (9x18 мм Макаров). Досі на озброєнні
- Індонезія: варіант PPK variant
- Іран: поліція
- Мадагаскар: варіант PP
- Малайзія
- Малі: варіант PP
- Мавританія: варіант PP
- Нігер: варіант PP
- Пакистан: виготовляється на заводі Darra Adam Khel
- Польща
- Португалія: в Національній Гвардії до 2008
- Румунія: копія виготовлялась після війни
- Сенегал: варіант PP
- : варіант PP
- ПАР: варіанти PP та PPK були стандартною зброєю поліції у 1972-1992.
- Швеція: стандартна зброя поліції до почтаку 2000х.
- Того: варіант PP
- Туреччина: виготовлявся після війни
- Велика Британія: під набої  .22 LR - L66A1, and 7.65 мм Walther PP - L47A1.
- США: деякі поліцейські відділки